# سوسک سیب‌زمینی کلرادو
سوسک سیب‌زمینی کلرادو (نام علمی: Leptinotarsa decemlineata) نام یک گونه از فروراسته سوسک‌های گیاه‌خوار است. این سوسک، سوسک ده خطی سیب‌زمینی نیز خوانده می‌شود.